# Bomba Zip

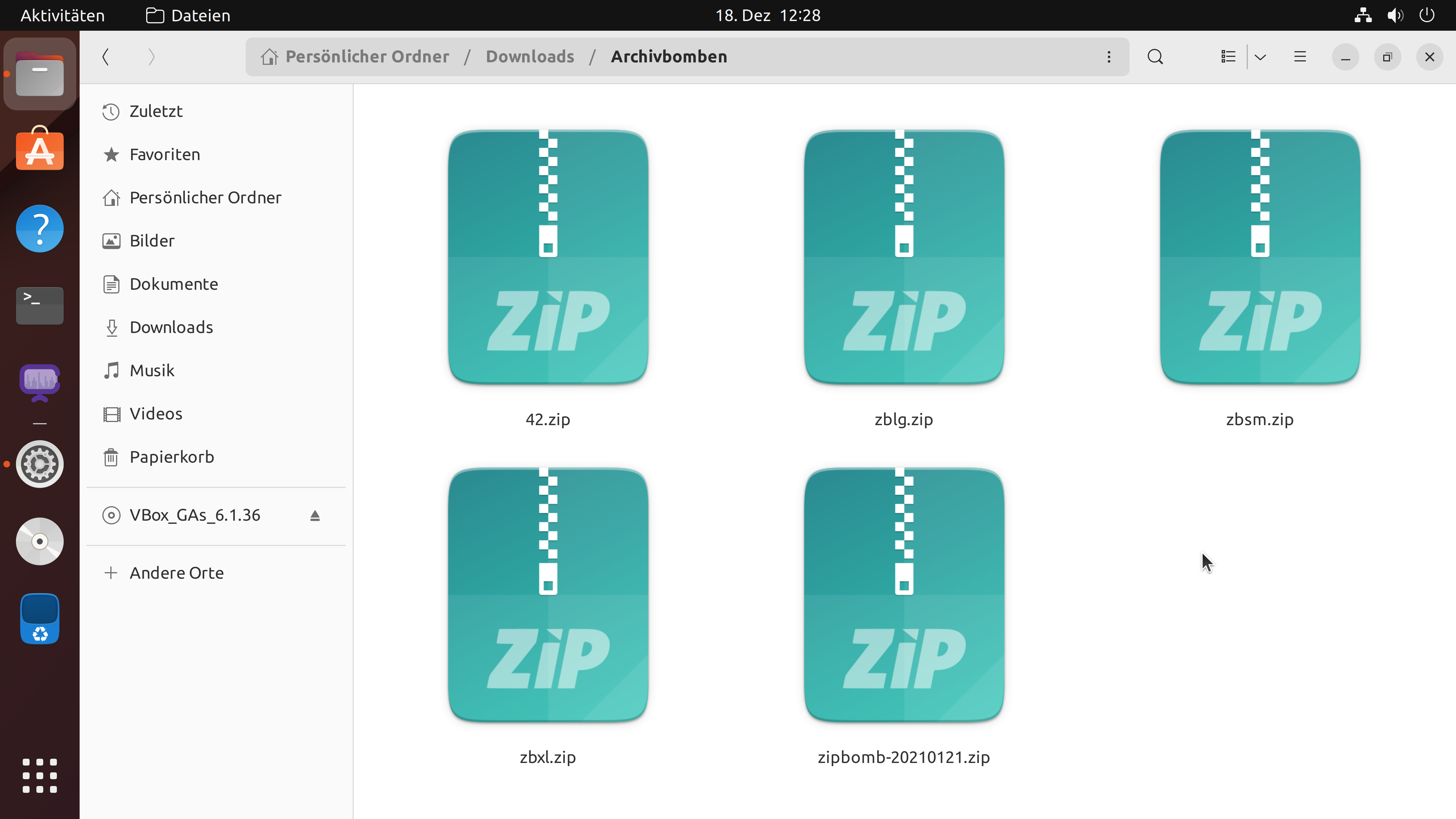
Imagem ilustrativa de uma Bomba Zip

Uma bomba Zip, também conhecida como Zip da Morte, é um arquivo malicioso de computador programado com o intuito de consumir os recursos do sistema até o limite quando a sua leitura é realizada. É normalmente utilizado para desativar programas antivírus, permitindo que vírus mais tradicionais possam infectar o dispositivo sem serem detectados.
Uma bomba zip é normalmente um pequeno arquivo, (apenas alguns Kilobytes) o que permite  fácil transporte entre dispositivos, compartilhamento na internet e capacidade de passar despercebido pelos usuários. Mas quando é descompactado o arquivo possui uma grande quantidade de informação, por vezes vários petabytes, o que provoca a paralisia do sistema operacional, sobrecarregando ele com uma grande quantidade de dados.
Atualmente a maior parte dos softwares antivírus consegue detectar se um arquivo é uma bomba zip, evitando assim a sua descompactação e protegendo o computador.
Um exemplo de uma bomba Zip é o arquivo "42.zip" que possui 42KB de dados comprimidos, contendo 16 arquivos comprimidos, e cada um mais 16 arquivos comprimidos, repetindo-se isto até seis níveis. O 42.zip possui após a total descompactação 4.5 PB. Este arquivo encontra-se disponível para download em vários sites espalhados pela internet.
Existem muitos outros tipos de arquivos como o 42.zip que podem até se expandir infinitamente comparado ao limite da memória de todos os computadores nos anos atuais, sendo até menor quando compactado (440 bytes).